# Johann Peter Eberhard
Johann Peter Eberhard, latinisiert Johann Petrus Eberhard, (* 2. Dezember 1727 in Altona; † 17. Dezember 1779 in Halle an der Saale) war ein deutscher Arzt, Theologe, Mathematiker und Physiker, Professor an der Universität Halle sowie Mitglied der Gelehrtenakademie „Leopoldina“.

## Leben
Johann Petrus Eberhard studierte zwischen 1741 und 1747 die Fächer Theologie und Medizin in Gießen, Göttingen, Helmstedt, Jena, Halle sowie Leipzig. In Göttingen studierte er bei dem lutherischen Kirchenhistoriker Christoph August Heumann sowie dem Mediziner, Mathematiker und Physiker Johann Andreas von Segner. In Helmstädt studierte er bei dem Chirurgen Lorenz Heister. Im Jahr 1749 wurde Eberhard zum Doktor der Medizin promoviert. 1753 wurde er Professor der Philosophie an der königlichen Friedrichs-Universität zu Halle, im Jahr 1756 wurde er zudem Professor der Medizin. Zehn Jahre später wurde ihm das Ordinariat für Mathematik und im Jahr 1769 der Lehrstuhl für Physik an der Universität Halle übertragen. Er wurde im Jahr 1753 in die Gelehrtenakademie „Leopoldina“ aufgenommen. Er erhielt den Beinamen EUKLIDES IV. (Matrikel-Nr. 580).
Eberhards Erste Gründe der Naturlehre wurde von Immanuel Kant als Grundlage für dessen Physikvorlesungen gebraucht.

## Werke
- Abhandlung von dem Ursprung der Perle worin deren Zeugung, Wachsthum und Beschaffenheit erklärt, und eine Nachricht von verschiedenen Perlenfischereien gegeben wird, Renger Verlag Halle 1751.
- Johann Peter Eberhard Erste Gründe der Naturlehre, Renger Verlag Halle 1753.
- Dissertatio Inauguralis Medica de Caussis Pulsus Intermittentis, 1755.
- Mitwirkender in: Nicolaus Johann Martius: Unterricht in der natürlichen Magie, oder zu allerhand belustigenden und nützlichen Kunststücken, Nicolai Verlag Berlin und Stettin 1779.